# 鯉魚級潛艇
鯉魚級潛艇（Karp-class）是克虜伯日耳曼尼亞船廠為俄羅斯帝國海軍建造的潛艇船級。該船級由三艘潛艇組成，分別為鯉魚號（Karp）、鰈魚號（Kambala）、鯽魚號（Karas），1904年因日俄戰爭而緊急規劃採購。潛艇採雙殼體設計，由煤油發電設備提供動力，潛水限制深度為29公尺。這些潛艦在戰爭中交付較晚，1908年才由鐵路移交給黑海艦隊。鰈魚號於1909年失蹤。另外兩艘潛艇則一直服役到1917年3月撤退為止。1918年4月被烏克蘭國接管，到了5月被德意志帝國虜獲，並在德國於11月投降後移交給英國。為了避免被蘇聯取得，英國於1919年鑿沉鯉魚號和鰈魚號。

## 描述
鯉魚級潛艇為雙殼體設計，由西班牙工程師德伊奎威利（Raimondo Lorenzo D'Equevilley-Montjustin）設計生產，水面排水量210公噸，水下排水量為239公噸。總長度為39.6公尺，船寬長度為2.7公尺，吃水深度為2.5公尺。編制了28名軍官和船員。 這些潛艇被設計為可拆解，方便鐵路運輸。
潛艇由雙軸驅動的煤油發電設備提供動力。軸屬於固定旋轉類型和可變螺距螺旋槳。兩台煤油引擎的額定功率為400馬力和兩台馬達額定功率為200匹馬力。由於煤油具有更好的安全記錄，因此捨棄汽油選擇煤油作為燃料。潛艇最高水面時速為10節，水下時速為8.5節。水面航程為1250海里，水下航程50海里。  
該級潛艇配備了一個457毫米的魚雷發射管和兩個外置的傑維茨基魚雷發射系統（Drzewiecki drop collar）。潛艇有7個壓載艙和調整艙，可下潛至29公尺處。壓載艙和燃料艙位於兩個船殼之間。該設計是德國第一艘U型潛艇「U-1號潛艇」的原型，於1906年12月14日加入德意志帝國海軍。U-1號潛艇已經被保存下來，目前在慕尼黑的德意志博物館展出。

## 船級
| 鯉魚級潛艇            |                    |        |                    |                                                |
| 名稱                  | 建造者             | 推出   | 服役               | 結局                                           |
| 鯉魚號潛艇(Карп)      | 基爾日耳曼尼亞船廠 | 1907年 | 1907 年 10 月 2 日 | 1919年4月26日在塞瓦斯托波爾自沉。              |
| 鰈魚號潛艇（Камбала） | 基爾日耳曼尼亞船廠 | 1907年 | 1907 年 10 月 2 日 | 1909年6月11日與羅斯季斯拉夫戰列艦相撞沉沒。    |
| 鯽魚號潛艇(Карась)    | 基爾日耳曼尼亞船廠 | 1907年 | 1907 年 10 月 2 日 | 1917 年退役。1919年4月26日在塞瓦斯托波爾自沉。 |

## 服役歷史
1904年4月30日，在1904年緊急建造計劃中訂購了這三艘潛艇，作為日俄戰爭中海軍擴軍的一部分。由德國設計開發，並於德意志帝國內建造，但因引擎交付問題造成工期延遲，以至於第一艘鯉魚級的潛艇只能以其電動馬達進行海試。鯉魚級潛艇在1907年才交付給俄羅斯，服役典禮在基爾舉行，多爾戈魯科夫親王（Prince Dolgorukov）出席了此次典禮。1908年，這些潛艇由鐵路運至黑海，並加入了黑海艦隊，以應對與鄂圖曼帝國的衝突。當發現潛艇因鐵路運送拆解導致鏽蝕時，該級潛艇出現了進一步的問題。將艇身各部分固定在一起的法蘭盤、螺母和螺栓在鹽水中迅速鏽蝕，造成艇身變弱。到了1914年，潛艇被指示不得潛入18.3公尺以下。在加入黑海艦隊後，三艘鯉魚級潛艇都成為駐紮在塞瓦斯托波爾的分艦隊的一部分，在第一次世界大戰前一直保持著相對不變的狀態。
鰈魚號潛艇於1909年沉沒，沉沒原因和位置尚不清楚。一些報導稱這艘潛艇因閥門錯誤開啟而在喀琅施塔得附近沉沒，也有說法稱在6月11日，鰈魚號潛艇於塞瓦斯托波爾附近與羅斯提斯拉夫號戰艦（Rostislav）意外相撞而沉沒。在塞瓦斯托波爾的沉沒事故中，有20名船員遇難，只有一名指揮官在甲板上獲救。甚至有說法稱，這艘潛艇曾沉沒兩次，第一次是在喀琅施塔得附近，被打撈起來後，又於塞瓦斯托波爾附近再次沉沒。部分殘骸在1909年下半年被打撈上岸，並被拆解為廢料。  
鯉魚號和鯽魚號在第一次世界大戰期間仍在服役，到1917年3月除役後被廢棄在塞瓦斯托波爾。 1916年8月，羅馬尼亞參戰加入協約國，潛艇駐紮在康斯坦察。他们在1916年十月城市被同盟國拿下之前撤離， 1918年4月，這兩艘潛艇短暫被烏克蘭國接管，五月時被德意志帝國捕獲。隨著1918年11月德國投降，潛艇被移交給英國。這些潛艇在俄羅斯內戰期間一直留在塞瓦斯托波爾，到了1919年4月26日被鑿沉，以防止被蘇聯取得。 

## 腳註
1. ↑  Friedman & Noot have the vessel salvaged and rebuilt.

## 引文
1. 1 2 3 4 5 6 7 8 9 10  Gardiner & Gray 1986，第313頁.
2. 1 2 3  Watts 1990，第163頁.
3. 1 2 3  Friedman & Noot 1991，第19頁.
4. 1 2 3  Friedman & Noot 1991，第18頁.
5. ↑  Showell 2006，第30頁.
6. ↑  Showell 2006，第36頁.
7. ↑  Friedman & Noot 1991，第18–19頁.
8. ↑  Friedman & Noot 1991，第19, 32頁.
9. 1 2  Gray 2003，第61–62頁.
10. ↑  Friedman & Noot 1991，第32頁.
11. ↑  Friedman & Noot 1991，第58頁.

## 資料來源
- Friedman, Norman; Noot, Jurrien. . Annapolis, Maryland: Naval Institute Press. 1991. ISBN 0-87021-570-1.
- Gardiner, Robert (编). . London: Conway Maritime Press. 1986. ISBN 0-85177-245-5. |editor-first1=和|editor-first=只需其一 (帮助); 使用|coauthors=需要含有|author= (帮助)
- Gray, Edwyn. . Barnsley, UK: Leo Cooper. 2003. ISBN 0-85052-987-5.
- Showell, Jak. . Great Britain: Chatham Publishing. 2006. ISBN 1-86176-241-0.
- Watts, Anthony J. . London: Arms and Armour Press. 1990. ISBN 0-85368-912-1.

## 外部連結
- 维基共享资源上的相關多媒體資源：鯉魚級潛艇
- （烏克蘭語） КОРАБЛІ УКРАЇНСЬКОЇ ФЛОТИ (1917 - 1918 рр.) - Ukrainian Navy (1917-1918)
- Ukrainian Navy: ferial excursions into the past and present （页面存档备份，存于）